# Marnik Baert
Marnik Baert (Ronse, 18 januari 1959) is een Vlaamse regisseur en ontwerper.

## Carrière
Hij studeerde aan de Koninklijke Academie van Gent, waar hij de opleiding Scenografie volgde. Hij behaalde ook nog het meestergraadsdiploma 'Kostuumontwerp'. Daarna was hij vier jaar werkzaam bij het Arena Theater in Gent. Vervolgens was hij elf jaar aan de slag in het Nederlands Toneel Gent.
Tijdens de periode 1992-2000 gaf hij les aan het Koninklijk Conservatorium van Gent in "Mode, kostuum en gedrag".
Sind 1997 is hij freelance ontwerper.
Vanaf 2001 is hij docent aan de Koninklijke Academie voor Schone Kunsten van Antwerpen waar hij "Theaterkostuumontwerp" onderwijst.

## Theaterproducties

### Ontwerper

#### Kostuums
- Hij verzorgde onder andere kostuums voor opvoeringen in het Arca-theater in Gent, voor Opera Hall in Brussel en voor I Fiamminghi.
- Hij ontwierp ook de kostuums voor verschillende voorstellingen van Sabine Reifer waaronder 
  - "Zeven Deuren"
  - "Heilige Koeien"
  - "Kiss me Kate"
- "Grote Kinderen"
- "Cassanova's Thuisreis" voor Raamtheater

#### Decor
- Voor Music Hall
  - "Peter Pan"
  - "Alladin"
  - "Suske en Wiske en de Spokenjagers"
- "Maria de Buenos Aires"
- "Annie" voor Festivaria
- "Sound of Music" (2008)

#### Decor en Kostuums
- Voor Music Hall
  - Peter Pan (2006)
  - Camelot
  - La traviata

#### Scenografie
- "Redentiner Osterspiel" (2000) voor KU Leuven
- "The Sound of Music" (2008) voor gemeente en academie Zaventem

### Regisseur
- voor Stamtheater
  - "Scrooge" (1991)
  - "Zomernacht" (1995)
  - "Richard Everzwijn" (2004)
  - " De ingebeelde zieke (2005)
  - "Macbeth" (2007)
- voor Music Hall
  - A Christmas Carrol (2004)

### Acteur
- Faust
- My Fair Lady (Backing vocalist)